# Wang Qishan
Wang Qishan (chinês: 王岐山, pinyin: Wáng Qíshān) é um político chinês, ex-vice-presidente da China de 2018 até 2023.
Também é um membro do Comitê Permanente do Politburo do Partido Comunista da China, o grupo de atualmente sete pessoas que concentra na prática o poder no partido e em toda República Popular da China.
De 2018 a 2023, foi vice-presidente da China, nomeado pelo Presidente
Xi Jinping, após a saída de seu antecessor, Li Yuanchao e Xi ser reeleito para o segundo mandato.